# さだまさしベスト2〜通
『さだまさしベスト2〜通』（さだまさしベストツー）は、シンガーソングライターさだまさしの2004年3月24日発表のベスト・アルバムである。

## 収録曲
1. 主人公
シングル曲。アルバム『帰郷』からの収録。
2. つゆのあとさき
アルバム『続帰郷』からの収録。
3. 修二会
アルバム『逢ひみての』からの収録。
4. October 〜リリー・カサブランカ〜
アルバム『家族の肖像』からの収録。
5. 檸檬
シングル曲。アルバム『続帰郷』からの収録。
6. 天までとどけ
シングル曲。
7. フレディもしくは三教街 - ロシア租界にて - 
グレープ時代の楽曲。アルバム『帰郷』からの収録。
8. 償い
アルバム『夢の轍』からの収録。
9. セロ弾きのゴーシュ
アルバム『続帰郷』からの収録。
10. Birthday
シングル曲。
11. 黄昏迄
アルバム『うつろひ』からの収録。
12. まほろば
アルバム『夢供養』からの収録。
13. 奇跡 〜大きな愛のように〜
アルバム『家族の肖像』からの収録。

- 全曲、作詩[1]・作曲：さだまさし